# Alfonsa de la Torre
Ildefonsa Teodora de la Torre y Rojas (Cuéllar, 4 de abril de 1915-ibídem, 19 de abril de 1993), más conocida por el seudónimo de Alfonsa de la Torre, fue una poeta, ensayista y dramaturga española perteneciente a la denominada Generación del 36. Obtuvo el Premio Nacional de Poesía en 1951 por su obra Oratorio de San Bernardino, uno de sus trabajos más reconocidos.
Su obra está caracterizada por un claro misticismo y sobre todo feminismo, corrientes contrarias a la época en que vivió, por lo que ha sido considerada una mujer adelantada a su tiempo. Además de poeta y dramaturga, fue profesora universitaria e investigadora del Consejo Superior de Investigaciones Científicas (CSIC) y de varias fundaciones nacionales e internacionales.
Su vida ha sido recogida en la biografía publicada en 2017 Alfonsa de la Torre: Una flecha lanzada hacia lo alto en busca de una respuesta de la autora María del Carmen Gómez Sacristán.

## Biografía
Nació en la villa segoviana de Cuéllar el 4 de abril de 1915 en el seno de una familia nobiliaria acomodada. Su padre, Juan José de la Torre y Arocena, fue un médico especializado en enfermedades cutáneas, de familia oriunda de Cuenca y de larga trayectoria política en los partidos liberales y republicanos, en la que destacó su tío Mariano de la Torre Agero, que fue alcalde de la ciudad de Segovia. Su madre, Laura de Rojas y Velázquez, procedía de las más importantes familias aristocráticas de Cuéllar, contando entre sus ascendientes a los descubridores Gabriel de Rojas o Diego Velázquez de Cuéllar, de quienes habían heredado una gran fortuna compuesta entre otros bienes por el palacio de Pedro I el Cruel.
Desde los tres a los seis años sufrió una enfermedad por la que perdió temporalmente la visión, y para su recuperación se trasladaron a la finca familiar, denominada La Charca y situada a las afueras de la villa. La finca estaba presidida por una gran casa de estilo modernista, y rodeada de un extenso terreno en el que el padre de la familia, gran coleccionista, almacenaba una amplia variedad de plantas y animales exóticos, desde pavos reales hasta tigres. Allí ya comenzó a dictar poemas a su madre para que los recogiese en papel, formando un conjunto que posteriormente denominó Lekitos de una adolescente en el paraíso y que no consiguió publicar tras varios intentos.
Una vez recuperada, comenzó sus estudios en el Colegio de la Divina Pastora, donde formó un grupo de teatro y aprendió baile flamenco. Posteriormente se trasladó a Segovia para cursar el bachillerato en el Colegio de San José, donde tuvo por compañeros a Dionisio Ridruejo y Luis Felipe de Peñalosa.
Al finalizar sus estudios básicos en Segovia, se trasladó a Valladolid y posteriormente a Madrid para cursar estudios de cultura y lengua italiana. 
Entre 1934 y 1936 residió en la Residencia de Señoritas en el nuevo pabellón realizado por el arquitecto Carlos Arniches.
En 1934 murió su hermano pequeño, de tan sólo 10 años, hecho por el que regresó a Cuéllar, visita que repitió durante las vacaciones de 1936 donde le sorprendió el inicio de la guerra civil. Allí pasó los primeros años de la guerra, hasta que recibió de su círculo de amigos la noticia de la publicación de la novela Nada, de Carmen Laforet, lo que la animó a regresar a Madrid y continuar sus estudios.
Se licenció en Filología Románica por la Universidad Complutense de Madrid, tras haber sido compañera de aulas de Carmen Conde, Josefina Romo Arregui y Diana Ramírez de Arellano, y alumna de Dámaso Alonso, Pedro Salinas y Joaquín de Entrambasaguas. Se doctoró en 1944 con premio extraordinario y el tema elegido para su tesis fue la obra de la escritora extremeña Carolina Coronado. Ese mismo año se trasladó a Portugal estudiando en Lisboa y Coímbra lengua y literatura portuguesa hasta 1945, que regresó para impartir clases en la Facultad de Filosofía y Letras de Madrid en la especialidad de Filología Románica.
En 1943, con 28 años, publicó su primer libro de poemas, Égloga. Un año después recibió la calificación de premio extraordinario por su tesis doctoral, Carolina Coronado, poeta romántica. En 1948 publicó La Oda a la Reina del Irán donde narra la historia de la princesa Fawziah.
En 1951 obtuvo el Premio Nacional de Literatura en la modalidad de Poesía por su libro Oratorio de San Bernardino, siendo la primera mujer galardonada con dicho premio.
Volvió a Cuéllar donde residió junto a Juanita en su finca de La Charca. Gracias a la considerable herencia con la que contaba Alfonsa, ambas se dedicaron exclusivamente a la cultura, instruyéndose en la pintura europea y leyendo, para lo cual contaban con una biblioteca personal de más de 6.000 volúmenes. Siguió manteniendo contacto con sus amigos del terreno artístico y literario, entre los que destacaron Juan Ramón Jiménez y León Felipe, quienes a través de la correspondencia mantuvieron a la pareja al tanto de la vida cultural del país.
Fue una persona de gran misticismo, como manifestó en su obra. Creía en la reencarnación, y consideraba haber sido en otra vida profesora en la Escuela de Alejandría, y se recordaba así misma estudiando en su famosa biblioteca, e incluso haber presenciado la entrada de Alejandro Magno en la ciudad. El relato de este tipo de historias en su círculo llevó a su amiga Menchu Gal a retratarla con el atuendo egipcio. Sus últimos años los vivió casi obsesionada con el tarot y las ciencias ocultas, y su casa estaba repleta de objetos esotéricos. Entre sus predicciones más llamativas, se encuentra el vaticinio de la gran nevada que se registró el día de su muerte, ocurrida el 19 de abril de 1993, después de haber iniciado los trámites para instaurar en su palacio de Pedro I una fundación que llevara su nombre y guardara su obra y colección de arte, que finalmente no llegó a realizarse.

## Obra
Tildada su poesía por algunos críticos de minoritaria y erudita no lo es en manera alguna por ningún esnobismo a ultranza o por cualquier amañado hermetismo. Enraizada en las corrientes más vivas de la lírica popular y de la observación directa de las gentes, no encaja, a pesar de todo, en ninguno de los ismos de moda, ni se aviene con ninguna bandera, debido a un estilo personal y diferenciado. Su dificultad y rareza provienen, tal vez, de una vasta, heteróclita cultura de la que su saber decir no puede desprenderse en ningún momento, de un empleo libérrimo, casi salvaje, tanto de métrica y de rima, como de vocabulario, características todas ellas que la empujan a conseguir en cada nuevo intento, revolucionarias innovaciones, audaces logros, no sospechados hasta ahora en la creación poética.
Varios intelectuales de la época alabaron su obra, como Gregorio Marañón, que aseguró que muchos de los versos de Alfonsa nunca los olvidaría; un gran poeta, académico y crítico literario, Gerardo Diego, la denominó en el diario ABC como "Ardiente y sublimada doctora de nuestra mejor poesía" y Francisco Javier Martín Abril en un artículo sobre Santa Teresa: "Si a mí me preguntasen por una poetisa española de hoy, yo contestaría Alfonsa de la Torre. Si a mí me preguntasen por una poetisa española de ayer, Teresa de Jesús, Santa Teresa".

### Poesía
- Egloga (Madrid, 1943, Editorial Hispánica) inspiró su primera obra en los parajes de su tierra: los chopos del Cerquilla, la campana del monasterio de Santa Clara, la iglesia de Santa María de la Cuesta, y otros. Fue recibida por la crítica con admiración y entusiasmo.
- Maya (1944), poema lírico religioso dedicado a la Virgen.
- Oda a la reina del Irán (Madrid, 1948), poema compuesto en alabanza a la reina Fawzia de Egipto.
- Canción de la muchacha que caminaba a través del viento (Madrid, 1949), largo poema que al año siguiente fue incorporado al libro Oratorio de San Bernardino.
- Oratorio de San Bernardino (Madrid, 1950), obra que compuso en una de sus estancias en Italia, tierra que adoraba. María Romano Colangeli la dedica un estudio laudatorio por título “Irrumpieron los ángeles”. Fue calificada por el poeta Adriano del Valle como "el más importante libro de poemas aparecido en los últimos cincuenta años". Su lectura hizo exclamar al doctor Gregorio Marañón "Extraordinario Oratorio ¡Qué magnífica, profunda y delicada poesía! Muchos de estos versos ya no se me olvidarán, mientras viva".
- Epitalamio a Fabiola (1960), poema que ofrece a Fabiola de Mora y Aragón como regalo de esponsales con Balduino I de Bélgica.
- Letanía y Ronda de las Sorores Mysticas ante el Horno Alquímico, libro en el que demuestra que su poesía nacía de la naturaleza, de su tierra de Cuéllar, tierra que utiliza como plataforma para una poesía de elevación y de "salida de sí misma", entrando en el mundo esotérico rozando lo alquímico.
- Plazuela de las obediencias (Madrid, 1969), con este libro pone fin a sus publicaciones poéticas, recibiendo parejos elogios que los anteriores.
- Celdas para aparcar azucenas azules (Madrid, 1973), cuento galardonado con el Premio "Hucha de Plata" en el VIII Concurso de cuentos "Hucha de Oro" patrocinado por la Confederación de Cajas de Ahorros, publicado en el libro La Vuelta y 19 cuentos más. Depósito Legal: B 934 1974, ISBN 84-7231-122-8.

### Teatro
Escribió La Desenterrada, pieza que comenzó a ensayarse en el María Guerrero de Madrid pero el exceso de originalidad y atrevimiento, para aquellos años, aconsejaron su suspensión. La cierva perseguida (posteriormente titulada Cierva Acosada) y Las collarisas fue un intento por completar una trilogía. De sus cartas recuperadas se deducen otros títulos teatrales de los que no hay mayores referencias: El precio de la vaca, Lycantropos y Cuando la Virgen loca enciende su lámpara.

### Ensayos
También publicó un estudio: El habla de Cuéllar (1951) BRAE, vol. 31; donde analiza con detenimiento las peculiaridades en el habla que tienen los habitantes de Cuéllar, manifestando que su vocabulario es rico y vario y que muchas palabras no han sido recogidas por los lingüistas. Según ella hay influencia leonesa, mozárabe y algunos americanismos, importación quizá de los cuellaranos que pasaron a América durante su descubrimiento y posterior colonización, como pueden ser los vocablos quinchar, quinchón...
Humanista, culta e inquieta, tocó otros géneros literarios con éxito; el ensayo, entre los que destacan el brillante trabajo antes citado, y ampliado después, sobre Carolina Coronado, y otro – no menos exhaustivo - sobre la pintora portuguesa Josefa de Óbidos (Josefa de Ayala), con ayuda de la Fundación Gulbenkian, lo que origina el traslado durante años, de su residencia a Lisboa. 
“Y Dios me repetía
 que ese nombre era el mío
 que me llamaba Alondra,
 pero yo bien sabía que me llamaba Alfonsa...”.
(Alfonsa de la Torre)

## Reconocimientos
- Premio Nacional de Literatura del año 1951 por su obra Oratorio de San Bernardino.[5]